# Briana Scurry
Briana Scurry és una exportera de futbol amb 173 internacionalitats pels Estats Units entre 1994 i 2008. Va guanyar el Mundial 1999 i dues medalles d'or olímpiques a Atlanta i Atenes.

## Trajectòria
| Temporades  | Lliga             | Club               | P   | G | Actualitzat |
| ----------- | ----------------- | ------------------ | --- | - | ----------- |
| 1989 - 1993 | D1                | UMass Minutewomen  |     |   |             |
| 2001 - 2003 | D1                | Atlanta Beat       |     |   |             |
| 2009 - 2010 | D1                | Washington Freedom | 04  | 0 |             |
|             |                   |                    |     |   |             |
| 1994 - 2008 | Selecció absoluta | Selecció absoluta  | 173 | 0 |             |

## Palmarès
| Títols — Seleccions nacionals                  |      |      |      |
| 2 Jocs Olímpics                                | 1996 | 2004 |      |
| 1 Mundial                                      | 1999 |      |      |
| 0 2 Copes d'Or de la CONCACAF                  | 2000 | 2006 |      |
| 3 Copes d'Algarve                              | 2003 | 2004 | 2007 |
| 1 Torneig Quatre Nacions                       | 2008 |      |      |
| Títols — Clubs                                 |      |      |      |
|                                                |      |      |      |
| Reconeixements — Premis                        |      |      |      |
| Millor portera del Mundial                     | 1999 |      |      |
| Millor portera de la Lliga professional (WUSA) | 2003 |      |      |
| Reconeixements — Seleccions de jugadores       |      |      |      |
| Equip ideal del Mundial                        | 1999 |      |      |